# The Fifth Chapter
The Fifth Chapter (stilizzato anche come T5C) è il diciassettesimo album in studio del gruppo musicale di musica elettronica tedesco Scooter, pubblicato nel 2014.

## Descrizione
Si tratta del primo album a cui non ha partecipato Rick J. Jordan, che ha abbandonato il gruppo nel corso del 2014 e che è stato sostituito da Phil Speiser.
Il disco, registrato ad Amburgo, è stato anticipato dal singolo Bigroom Blitz, pubblicato nel maggio 2014. A questa canzone ha collaborato il rapper statunitense Wiz Khalifa.
Il secondo singolo è Today, diffuso nel settembre dello stesso anno, poche settimane prima dell'uscita del disco.
Il brano Today contiene un testo estratto da Discoshopping dei Klubbheads.
Nella canzone Listen è presente un sample del remix della canzone Superlove di Lenny Kravitz effettuato da Avicii.
In Bigroom Blitz sono presenti elementi di Hadi Bakalim di Sezen Aksu.
In Fuck Forever vi è una melodia tratta da Mammoth di Dimitri Vegas & Like Mike con i Mogwai.
In Can't Stop the Hardcore vi è un sample della melodia della danza popolare greca del sirtaki.

## Tracce
1. T5C – 1:18
2. Who's That Rave? – 2:47
3. Today – 3:27
4. We Got the Sound – 2:54
5. Radiate – 3:07
6. 999 (Call the Police) – 3:35
7. King of the Land – 3:00
8. Bigroom Blitz (featuring Wiz Khalifa) – 3:06
9. Chopstick (Mado Kara Mieru) – 4:48
10. Home Again – 3:41
11. Fuck Forever – 3:06
12. Jaguare – 3:56
13. T.O.O. – 4:10
14. Listen – 3:46
15. Can't Stop the Hardcore – 3:34
16. Fallin' – 4:10
17. In Need – 3:36

Durata totale: 58:01

## Formazione
Gruppo
- Hans-Peter Geerdes (H.P. Baxxter) - voce, chitarra, testi MC, produzione
- Michael Simon - tastiera, produzione
- Phil Speiser - tastiere, produzione

Altri musicisti
- Vassy - produzione, voce femminile (3,5)
- Jessica Jean - voce (7,14,16)
- Yasmin K. - voce (4)
- Dan Priddy - voce addizionale (10)
- Gareth Owen - voce addizionale (6)

## Classifiche
| Classifica (2014) | Posizione massima |
| ----------------- | ----------------- |
| Germania          | 8                 |